# Stuart Stickney
Pour les articles homonymes, voir Stickney.
Stuart "Stu" Stickney (Saint-Louis, Missouri, 9 mars 1877 - Saint-Louis, Missouri, 24 décembre 1932) est un golfeur américain. En 1904, il remporta une médaille d'argent en golf aux Jeux olympiques de St. Louis, dans la catégorie par équipe. 